# ميريديث شيفرز
ميريديث ل. شيفرز (بالإنجليزية: Meredith L. Chivers)‏ عالمة في علم الجنس كندية وعالمة نفسية سريرية مشهورة بأبحاثها حول الجنسانية البشرية الأنثوية، والتوجه الجنسي، والبارافيليا، والاختلافات الجنسية، والهوية الجنسية، وفسيولوجيا الاستثارة الجنسية. وهي أستاذة مشاركة في قسم علم النفس في جامعة كوينز في كينغستون، أونتاريو، كندا.

## انظر أَيضًا
- قائمة عالمات نفسيات
- سينثيا د. بيلار
- غلوريا بوندر
- دورت بومسما
- سارة بايفورد
- ريتا كامارنيرو
- ريبيكا كامبل
- سيلفيا سارة كانيتتو
- جيسيكا كانتلون
- ديبورا كابالدي
- سالي كاسويل
- ترودي شالدر
- إستيفانيا ألداباليم
- فاني تشينغ